# Onthophagus turbatus
Onthophagus turbatus là một loài bọ cánh cứng trong họ Bọ hung (Scarabaeidae).